# Coupe des Ptolémées
La coupe des Ptolémées est un canthare (ancien vase à doubles poignées) constitué d'un camée monolithe de sardonyx, conservé au Cabinet des médailles de la Bibliothèque nationale de France à Paris. Jusqu'en septembre 1791, la coupe des Ptolémées faisait partie du trésor de Saint-Denis. Elle fut volée le 17 février 1804, puis retrouvée enfouie dans un jardin du bourg de Rozoy-sur-Serre le 14 novembre 1804, mais sans ses pierres serties et ornements carolingiens en or.
La coupe, est, avec la Tasse Farnèse de  Naples et le Vase Rubens (en) de Baltimore, un chef-d'œuvre de la taille et de la gravure de pierre de l'Antiquité. Elle est décorée avec des vignettes représentant la préparation d'une cérémonie en l'honneur de Dionysos et réalisée probablement à Alexandrie entre le Ier siècle avant et le Ier siècle après Jésus-Christ. Elle a acquis son association avec les Ptolémées après sa description faite par Jean Tristan de Saint-Amant qui croyait qu'elle avait été confectionnée sur commande de Ptolémée II, pharaon de la dynastie lagide.

En 1634, elle était estimée à 25 000 livres (pour comparaison, le calice de Suger était évalué à 1 200 livres à la même époque).

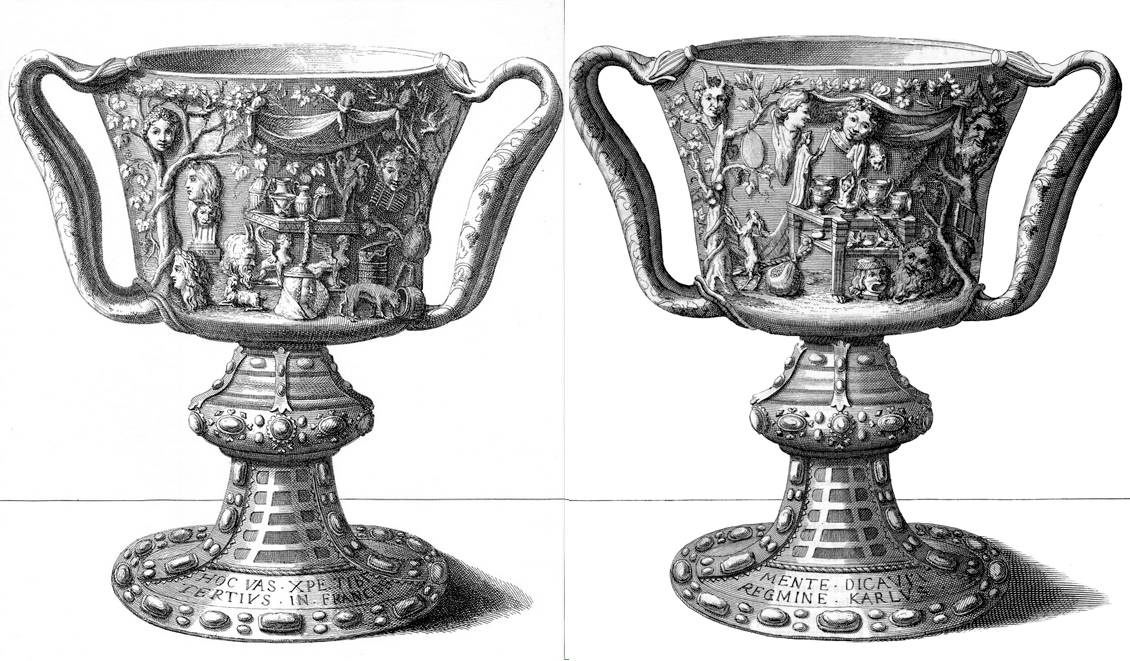
Gravure de Michel Félibien montrant la coupe avant le vol de 1804.

Au début du Moyen Âge, la coupe fut utilisée comme calice. Durant l'ère carolingienne, son pied fut orné de grosses perles, saphirs, émeraudes et rubis, désormais disparus et connus seulement par une gravure qu'en fit Michel Félibien en 1706. Cette monture portait l'inscription suivante gravée dans l'or : 

« HOC VAS XPE TIBI MENTE DICAVIT ; TERTIVS IN FRANCOS REGMINE KARLVS »

 soit en français : 

« Ô Christ, Charles, troisième de ce nom sur le trône des Francs, t’a consacré ce vase. »

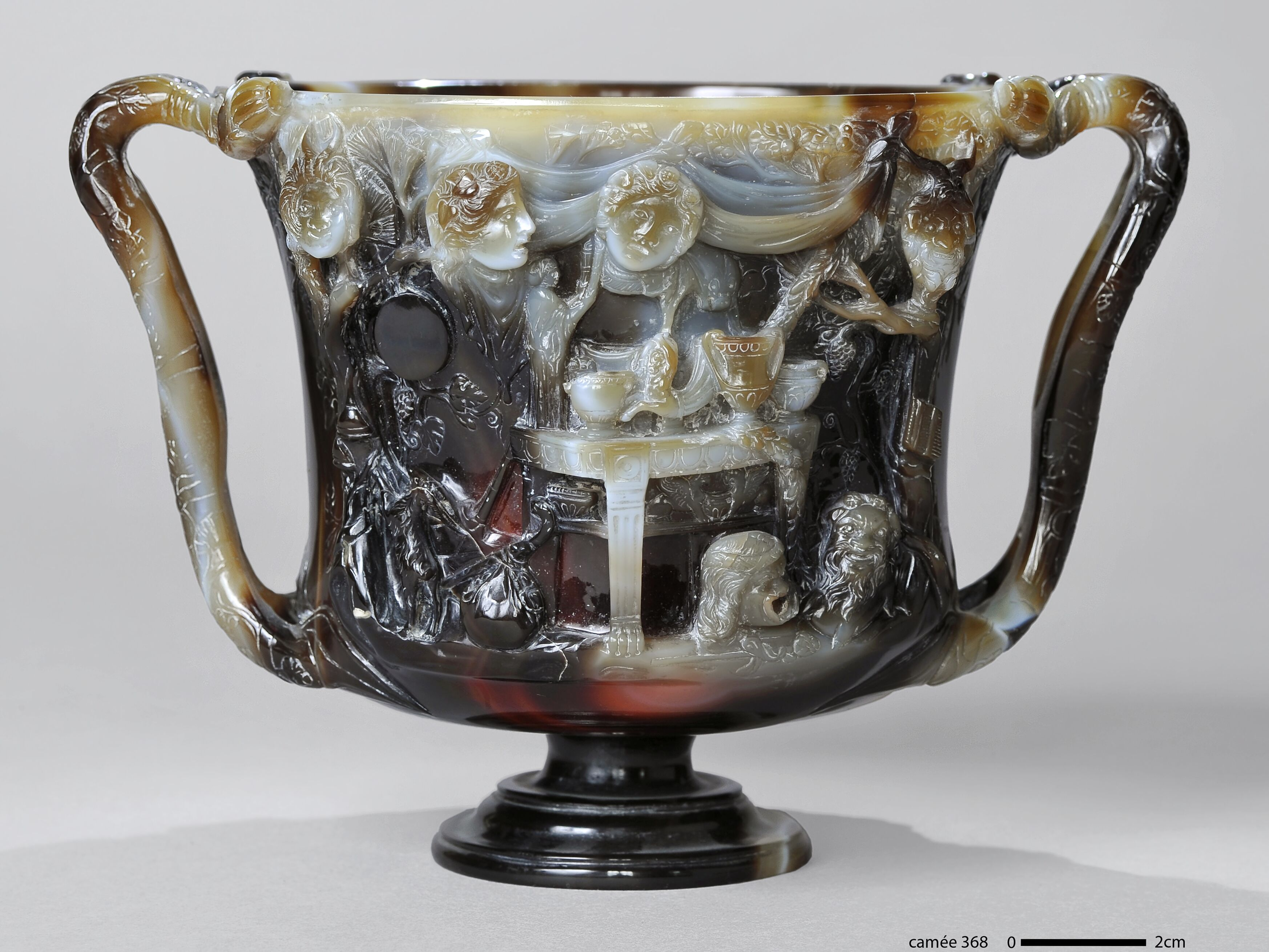
L'autre face de la coupe.

Erwin Panofsky a montré que cette épigraphe désigne le roi des Francs Charles le Chauve, qui a offert cet objet à l'abbaye de Saint-Denis.
La coupe des Ptolémées faisait partie de la cérémonie du sacre des rois de France et peut donc être considérée comme l'un des regalia. Selon S.G. Millet, durant la cérémonie, la reine « faisait ses ablutions avec ce calice, après la divine communion ».